# علم تعرض
علم التعرض هو دراسة الاتصال بين البشر (والكائنات الحية الأخرى) مع العوامل الضارة داخل بيئتهم -سواء كانت عوامل كيميائية أو فيزيائية أو بيولوجية أو سلوكية أو ضغوطات عقلية–  لأجل تحديد أسبابها والوقاية من الآثار الصحية الضارة التي تنتج عنها.  يمكن أن يشمل التعرض داخل المنزل أو مكان العمل أو في الهواء الطلق أو أي بيئة أخرى قد تواجه الفرد. التعرض: هو المصطلح الشامل للعديد من الأنواع المختلفة، بدءاً من التعرض للأشعة فوق البنفسجية وللمواد الكيميائية في الطعام الذي نأكله ولساعات العمل الطويلة والتي تعد العامل المهني الأكثر عزوًا إلى عبء المرض. تنشأ الحاجة إلى هذا المجال من النطاق الواسع للتعرض الذي أدى إلى نتائج صحية سلبية على البشر والكائنات الحية الأخرى، والتركيز بشكل أساسي على العلاقة بين التعرض الخارجي والتعرض الداخلي وكميته. بواسطة الدمج المحكم لمجالات علم الأوبئة وعلم السموم والكيمياء الحيوية والعلوم البيئية وتقييم المخاطر، جرى تحقيق الفهم الشامل للتعرض لحماية صحة الإنسان والنظام الإيكولوجي على المستويات الفردية والمجتمعية والعالمية. مع أن تاريخ علم التعرض كان له بداية بطيئة في البداية، فقد تسارعت التطورات بشكل كبير في العقود الثلاثة الماضية، بما في ذلك بدايات تشكيل (الإكسبوسوم). ومع ذلك، لا يزال هناك الكثير من المجهول والبحوث في هذا المجال تتوسع فقط لتغطية الكمية المتزايدة من التعرضات المحددة.

## أهميته
تمتد أهمية البحث العلمي للتعرض من مجموعة واسعة من النتائج الصحية الضارة التي تثقل كاهل السكان. تتوقع منظمة الصحة العالمية أن ما يقارب 24٪ إلى 40٪ من عبء المرض العالمي هو نتيجة لعوامل بيئية، ويكون العبء الصحي الرئيسي في البلدان المتقدمة حيث يتسبب الدخان الداخلي الناتج عن وقود الطهي في وفاة 3.8 مليون شخص كل عام. تشمل الأمراض والوفيات الأخرى الناتجة عن التعرض أيضًا السرطانات (على سبيل المثال، سرطان الجلد الناتج عن التعرض للأشعة فوق البنفسجية)، والتوحد (المرتبط بمستويات عالية من تلوث الهواء)، ومرض باركنسون (مرتبط بالتعرض لأكسيد النيتريك)، وتلف الخلايا الذي يسبب مرض السكري وأمراض القلب والأوعية الدموية وأمراض الرئة. كان هناك العديد من الاختراقات التي حسنت وحمت صحة الأفراد منذ بدء البحث. مثال على ذلك هو العلاقة بين التعرض للأشعة فوق البنفسجية والتطور لجميع الأشكال الرئيسية الثلاثة لسرطان الجلد، مما أدى في النهاية إلى تطوير الوقاية مثل الوعي بواقي الشمس. وربط التعرض لعدوى ما قبل الولادة (على سبيل المثال، الأنفلونزا والحصبة الألمانية) بزيادة مخاطر الإصابة بالتوحد والفصام. أدى تطوير الملابس والمواد التي تحمي العاملين في مجال الرعاية الصحية من التعرض للعدوى، ورجال الإطفاء من التعرض للحرارة، إلى زيادة الحماية داخل هذه المهن. ومع ذلك، لا يهدف علم التعرض إلى الفهم والحماية فقط، فهناك العديد من الحالات الموثقة التي يضر فيها التعرض للنشاط البشري بالبيئة. في عام 2003، اكتشف أن تلف الكبد في الأسماك في بوجيه ساوند (ولاية في واشنطن) كان مرتبطاً بتلوث المياه بالهيدروكربونات العطرية متعددة الحلقات الموجودة في الفحم والبنزين. بشكل رئيسي، كان هناك أيضًا اكتشاف استنفاد طبقة الأوزون نتيجة لمركبات الكربون الكلورو فلورية والهالونات الموجودة في الثلاجات ومكيفات الهواء وهالون الطائرات وعلب الهباء الجوي. وارتبط إنتاج غازات الدفيئة من مصادر مثل النقل والزراعة ارتباطًا وثيقًا بالاحترار العالمي، مما تسبب لاحقًا في ارتفاع مستويات سطح البحر وإلحاق الضرر بالبيئات التي تعيش فيها العديد من الأنواع.

## تاريخ
أجرى أبقراط واحدة من أقدم الروايات عن أبحاث التعرض في عام 400 قبل الميلاد، عندما نشر «الهواء والماء والأماكن» واصفًا أن الهواء والماء والغذاء ونوعية المعيشة أثرت على انتشار الأمراض البشرية. بعد أواخر القرن التاسع عشر، أصبح هناك المزيد والمزيد من الدراسات المنشورة، مثل العلاقة بين تلوث المياه والكوليرا في لندن في عام 1855. ومع ذلك، فإن أحد المنشورات الجديرة بالملاحظة التي أرست الأسس لتوسيع علم التعرض إلى ما أصبح عليه اليوم كانت «تقييمات التعرض البشري للملوثات المحمولة جوًا: التقدم والفرص» من قبل المجلس الوطني للبحوث. الذي كان أول من «حدد المبادئ الأساسية لتقييم التعرض»، وأدى إلى زيادة الاستثمارات في تقنيات الإكسبوسوم، وتزايد برامج علوم التعرض مثل هيليكس والمختبر الوطني لأبحاث التعرض. أحدث تطور في علم التعرض هو تحول  على تطوير «الإكسبوسوم» لمطابقة البناء الجاري بالفعل لـ «الجينوم» الكامل.

## مصدر مسار المرض
يوفر فهم مصدر مسار المرض للتعرض صورة شاملة عن المكان الذي ينشأ فيه التعرض ويؤدي إلى ضرر على الكائن الحي، اقتبسه بول ليوي وكيرك سميث (2021) على أنه «يرتبط علم التعرض مباشرة بالمصادر التي يمكن التحكم فيها والبيئة الداخلية للكائنات المرتبطة بها». يمكن تصنيف مصدر التعرض على أنه مصادر خارجية أو داخلية. تشير المصادر الخارجية إلى الإشعاع وملوثات الهواء والغذاء والتفاعلات الاجتماعية وغير ذلك من المصادر. تشير المصادر الداخلية إلى البكتيريا المعوية والإجهاد التأكسدي والإجهاد العاطفي وغير ذلك من المصادر.